# La Dream Team
Pour les articles homonymes, voir Dream Team (homonymie).
Pour plus de détails, voir Fiche technique et Distribution.
La Dream Team est un long-métrage français de Thomas Sorriaux, sorti en 2016.

## Synopsis
Maxime « Max » Belloc (Medi Sadoun), joueur de football, meilleur buteur du championnat, se blesse gravement à la jambe et ne peut plus pratiquer son sport. Valérie Winter, son agent, lui impose de revenir dans son village natal, au cœur du Berry, là où habite Jacques (Gérard Depardieu) son père avec qui il est en froid depuis longtemps. Pendant sa convalescence, il prend en charge l'équipe des moins de 14 ans du village.

## Fiche technique
- Titre : La Dream Team
- Réalisation : Thomas Sorriaux
- Scénario : Sébastien Fechner, Clément Michel, Vincent Azé, Morgan Spillemaecker et Thomas Sorriaux
- Directeur de la photographie : Vincent Gallot
- Musique : Alexandre Azaria
- Production : SOURCE FILMS, TF1 film production, DD Production, SEB FECH PRODS, Orange Studio - UMEDIA, UFUND, A+ FINANCE - OCS - PROCIREP, CENTRAL NATIONAL DU CINEMA
- Producteurs : Maeva Gatineau & Sébastien Fechner - Jean-Luc Olivier (Directeur de la Production) - Bastien Sirodot & Gilles Waterkeyn (Coproducteurs)
- Distribution : Paramount
- Pays :  France
- Durée : 95 minutes
- Dates de sortie : 
  - France : 23 mars 2016

## Distribution
- Medi Sadoun : Maxime « Max » Belloc
- Gérard Depardieu : Jacques Belloc, père de Maxime
- Chantal Lauby : Valérie Winter, agent de Maxime
- Barbara Cabrita : Alice Moreno, kinésithérapeute, mère de Martin
- Patrick Timsit : René Borie, entraineur de l'équipe de Changogne
- Léa Lopez : Lili, nièce de Maxime
- William Dechelette : Martin « Martiños », fils d'Alice
- Vincent Bowen : Emmanuel
- Théo Fernandez : Alexandre « le Comique »
- Vincent Ndiaye : Mamadou « Kirikou »
- Emir Seghir : Momo « Bidule »
- Andranic Manet : Simon « Nounours »
- Julien Tran : « Tsing Tao »
- Éric Faye : « Coiffure »
- Robin Wiart : « Polnareff »
- Etienne Deslandes : « Picasso »
- Charles Turillan : « Averell »
- Fabien Gruny : « Einstein »
- Nicolas Lopez : « Roulade »
- Julien Vieceli : « Casquette »
- Zaccariah Laberi : « Moustache »
- Hervé Jeandel : Jean-Claude Leroux
- Thomas VDB : Jean-Louis
- Blanche Gardin : Corinne « Coco »
- Anne Broussard : mère d'Emmanuel
- Frédéric Saurel : le dépanneur
- Élise Larnicol : La propriétaire du bar
- Jean Dell : Le président du Paris-Saint-Germain
- Fred Braz : un supporter
- Antoine de Prekel : enfant relou
- Benoit Teytaut : L'entraîneur
- Christian Jeanpierre : Lui-même
- Guy Roux : Lui-même
- Sébastien Chabal : Lui-même
- Renaud Lavillenie : Lui-même
- Nikola Karabatic : Lui-même

## Production
- Le personnage principal du film, interprété par Medi Sadoun, est un joueur du Paris Saint-Germain. Des séquences sont ainsi tournées au Parc des Princes avec les véritables joueurs de l'effectif tels qu'Edinson Cavani ou Zlatan Ibrahimovic.

### Tournage
Alors que le Berry est utilisé en toile de fond une majeure partie du film, aucune scène n'y est réellement tournée. Le film a en effet été tourné dans les départements du Val-d'Oise, de l'Oise et des Yvelines ; plus précisément dans les villes de Méru, Amblainville, Cormeilles-en-Vexin, Marines, Bréançon et Saint-Germain-en-Laye.

## Musique
Sauf indication contraire ou complémentaire, les informations mentionnées dans cette section proviennent du générique de fin de l'œuvre audiovisuelle présentée ici.
- The Guy with the Mic and the Guitar par Gregg Michel.
- A Little Shining Star par Gregg Michel.
- Nothing from Nothing (en) par Billy Preston.
- La Marseillaise de Claude Joseph Rouget de Lisle.
- I've Been Alone Too Long de Jamie Dunlap，Marc Ferrari，Scott Nickoley et Stephen Lang (générique de fin).

### Bande originale
Par Alexandre Azaria.
- Logos, 1 min 18 s.
- Finalement, 3 min 21 s.
- Un zéro, 1 min 13 s.
- En route pour les colzas, 56 s.
- Les colzas, 3 min 20 s.
- La pluie, 1 min 7 s.
- Le cimetière, 1 min 6 s.
- Les foins, 40 s.
- Les cadets, 2 min 10 s.
- Première journée, 44 s.
- Huitième de finale, 1 min 8 s.
- Platini, 1 min 18 s.
- Pas mal, 55 s.
- My Honor, 2 min 41 s.
- Max, 1 min 44 s.
- Un joli tout, 22 s.
- La finale, 4 min 6 s.
- La finale (suite), 4 min 32 s.
- A la régulière, 1 min 3 s.
- Victoire, 2 min 42 s.